# 강이은
강이은(1970년 10월 18일 ~ )은 대한민국의 배우이다. 5살 때 광고모델로 연예계에 데뷔하였다.
- 1991년 MBC 20기 공채탤런트로 활동하였고 2013년 8월에 아역시절부터 써온 본명 강문희에서 강이은으로 개명하였다.[2]

## 학력
- 서울이문초등학교
- 경희여자중학교
- 경희여자고등학교
- 서울예술대학 연극과

## 연기 활동

### 드라마
- 1977년 MBC 코메디 드라마 《비둘기 가족》 ... 구봉서딸 역[3]
- 1981년 MBC 어린이드라마 《호랑이선생님》 ... 강혜정 역
- 1985년 MBC 특별기획드라마 《조선왕조 오백년 - 풍란》
- 1993년 MBC 수목미니시리즈 《폭풍의 계절》
- 1994년 MBC 베스트극장 《10년을 지나온 바람》
- 2003년 EBS 《TV로 보는 원작동화 - 과외전쟁》 ... 박예나 엄마 역, 혼자가 아닌 나 ... 윤장미 엄마 역
- 2006년 MBC 창사45주년 특별기획드라마 《주몽》 ... 현무 역
- 2008년-2013년 KBS2 《부부클리닉 사랑과 전쟁》
- 2014년 MBC 일일드라마 《소원을 말해봐》 ... 박희숙(정숙 후배) 역
- 2016년 MBC 주말드라마 《가화만사성》 ... 홍지숙 역

### 영화
- 1978년 《골목대장》
- 1992년 《가을여행》
- 2007년 《검은 집》 ... 고미자 역
- 2008년 《달콤한 거짓말》 ... 의뢰자 역
- 2009년 《거북이 달린다》 ... 곰다방 마담 역
- 2017년 《컴, 투게더》 ... 레스토랑 여사장 역

### 연극
- 2007년 《Miss & Mrs.》 ... 정애 역
- 2010년 《키스할까요》 ... 최지숙 역

### 교양/예능
- 1978년 MBC 《꽃나라 별나라》 ... 공동 진행
- 1994년 KBS2 《도전, 내가 최고》 ... 공동 진행